# Kościół Pokoju we Frankfurcie nad Odrą
Kościół Pokoju we Frankfurcie nad Odrą (niem. Friedenskirche) – kościół ewangelicki we Frankfurcie nad Odrą, kilkaset metrów od dawnego przejścia granicznego z Polską.
Wcześniej pod nazwami St. Nicolai-Kirche i Reformierte Kirche. Powstał około 1226 roku a jego patronem został Święty Mikołaj, patron marynarzy i kupców.
Dopiero po uzyskaniu przez Frankfurt nad Odrą praw miejskich w 1253 roku głównym kościołem miasta stał się Kościół Mariacki (St. Marien Kirche) nieopodal Ratusza.
Jest to najstarszy kościół, ale i najstarszy murowany budynek we Frankfurcie nad Odrą.

## Galeria

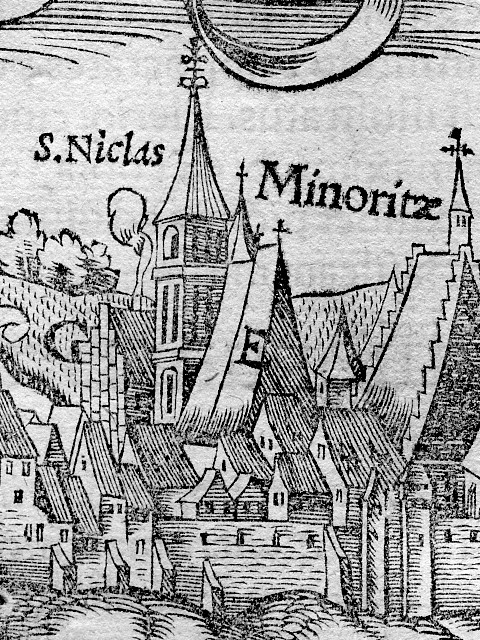
St. Nicolai-Kirche, 1550
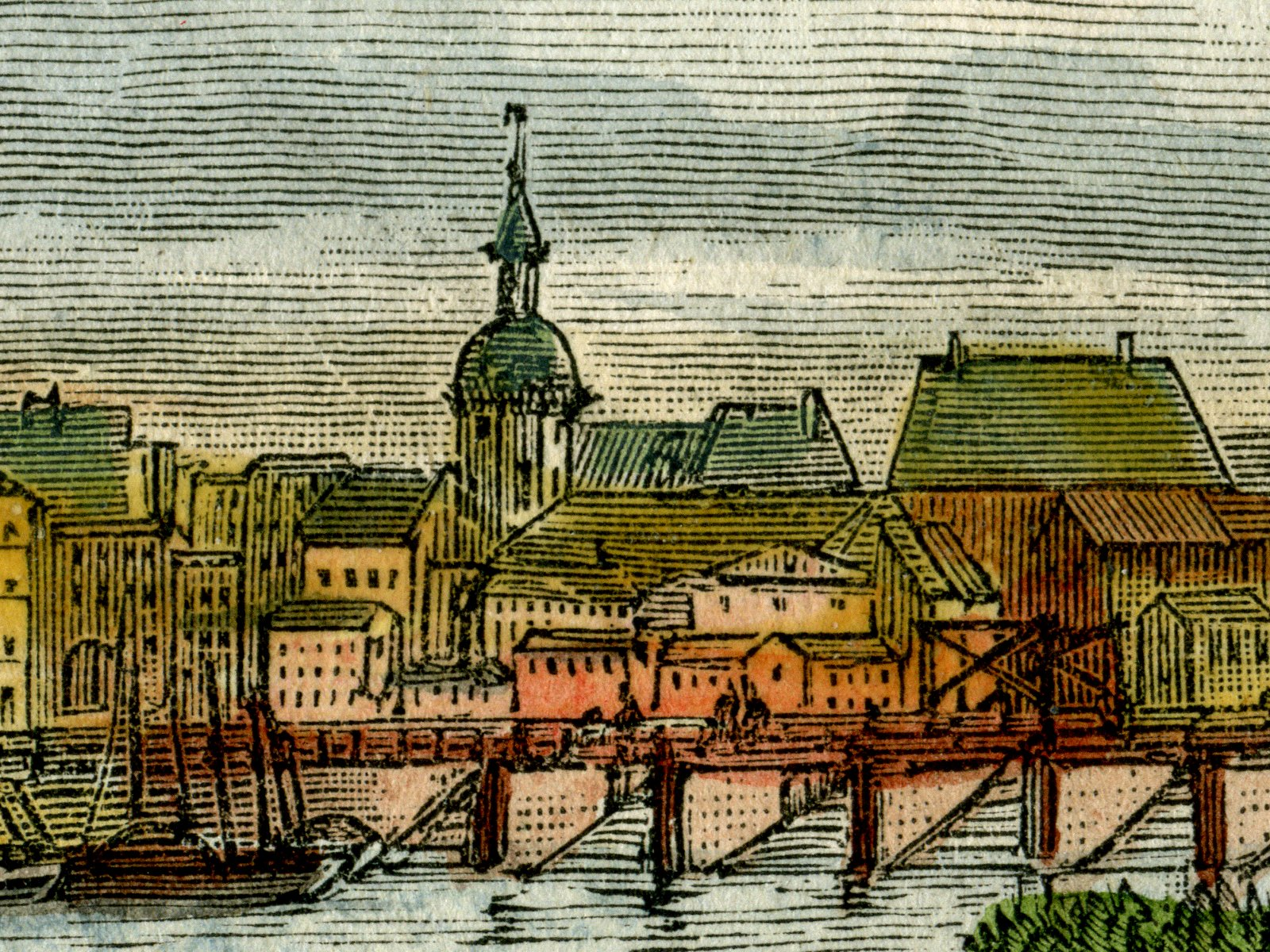
St. Nicolai-Kirche, 1860
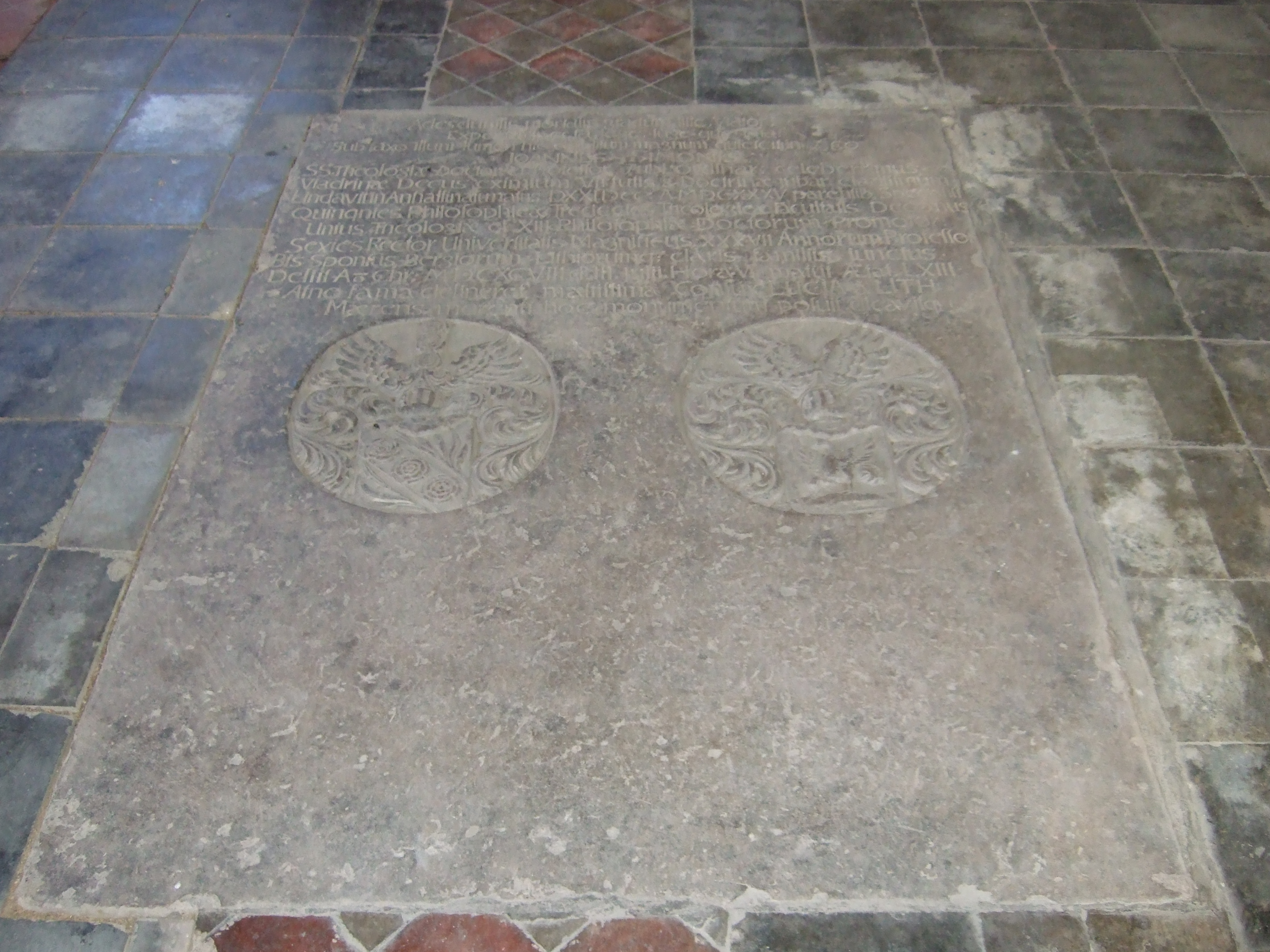
Płyta nagrobna w podłodze kościoła
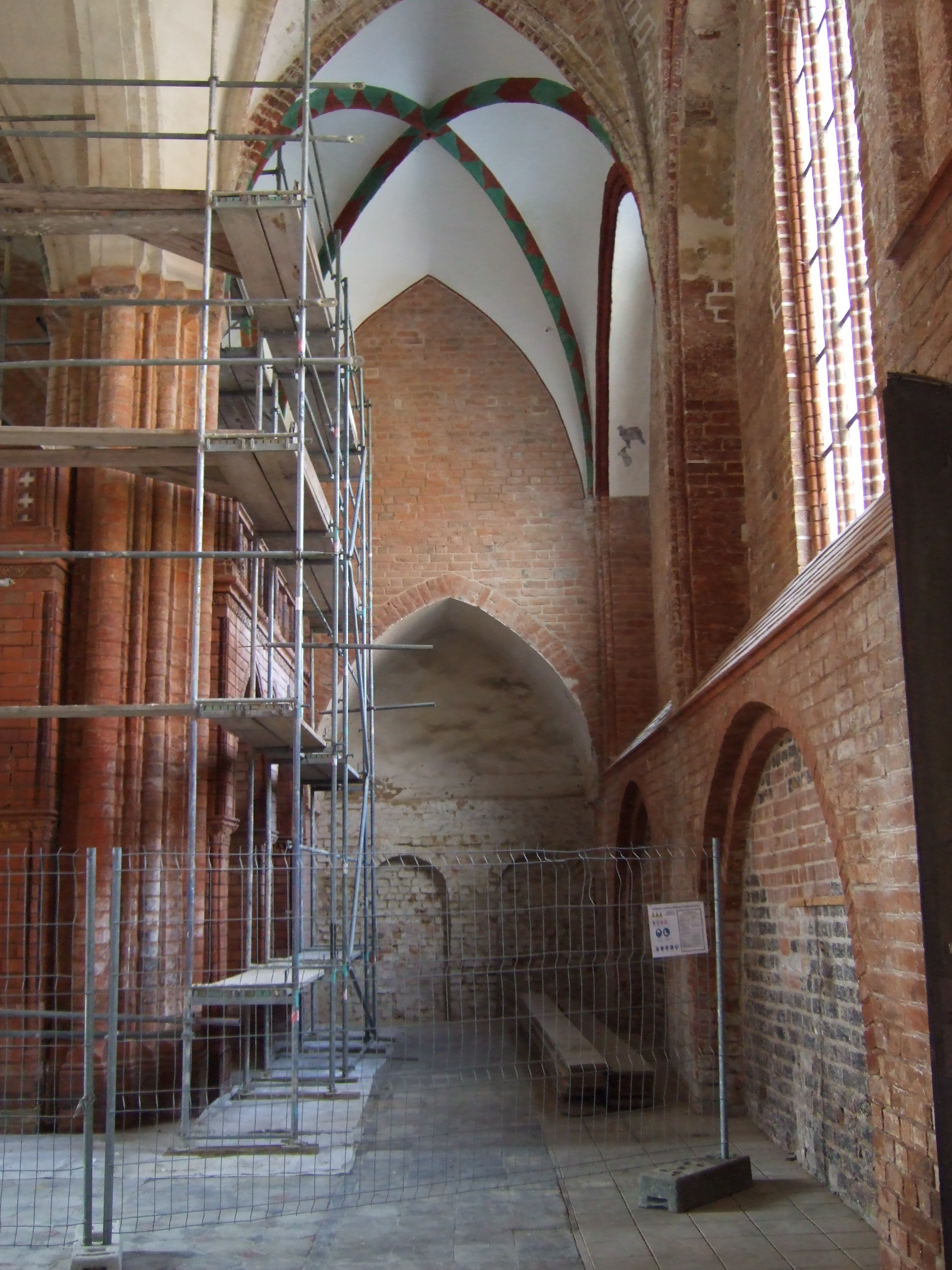
Prace restauracyjne w części północno-zachodniej, 2007
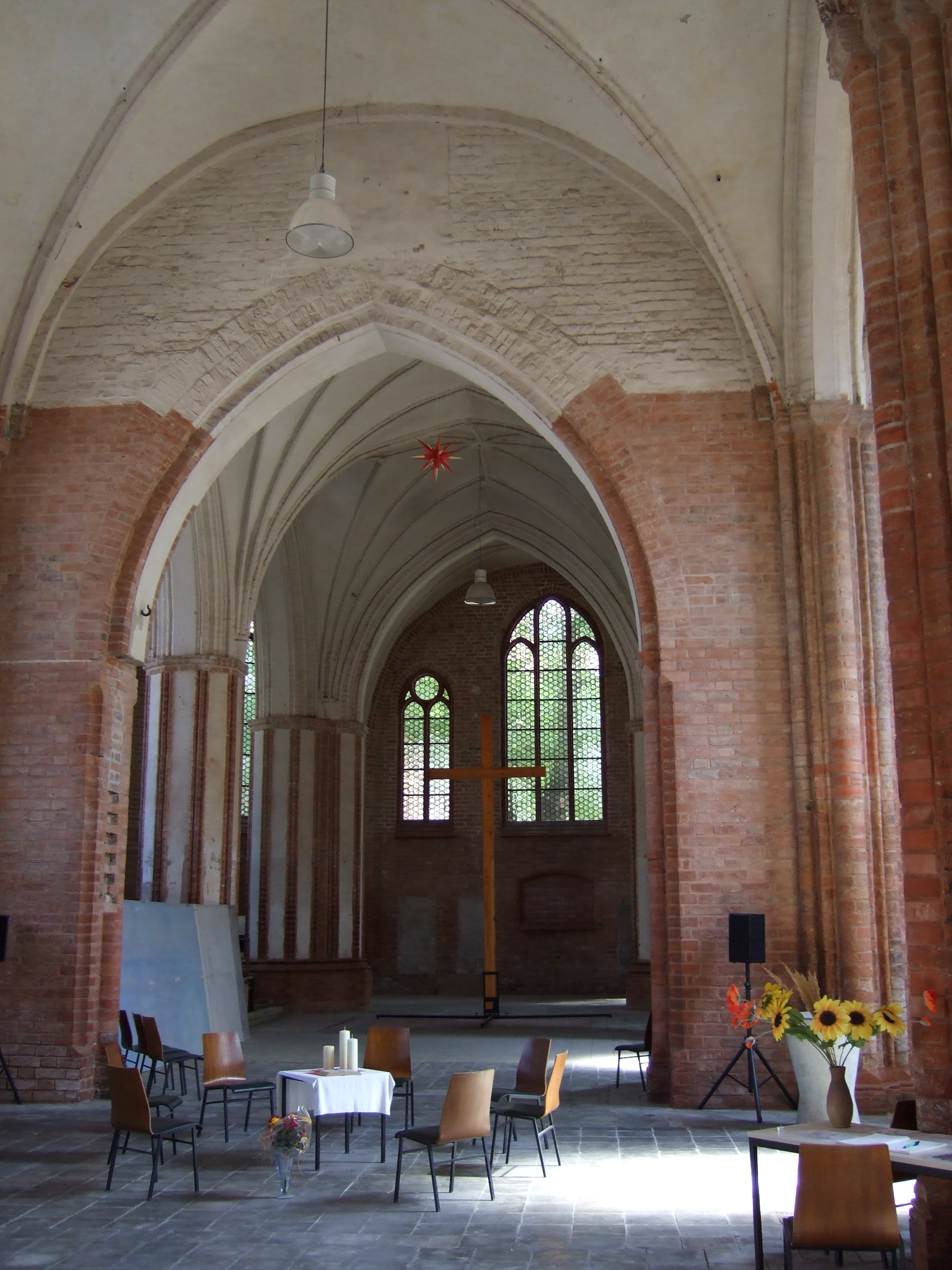
Wnętrzne od strony zachodniej
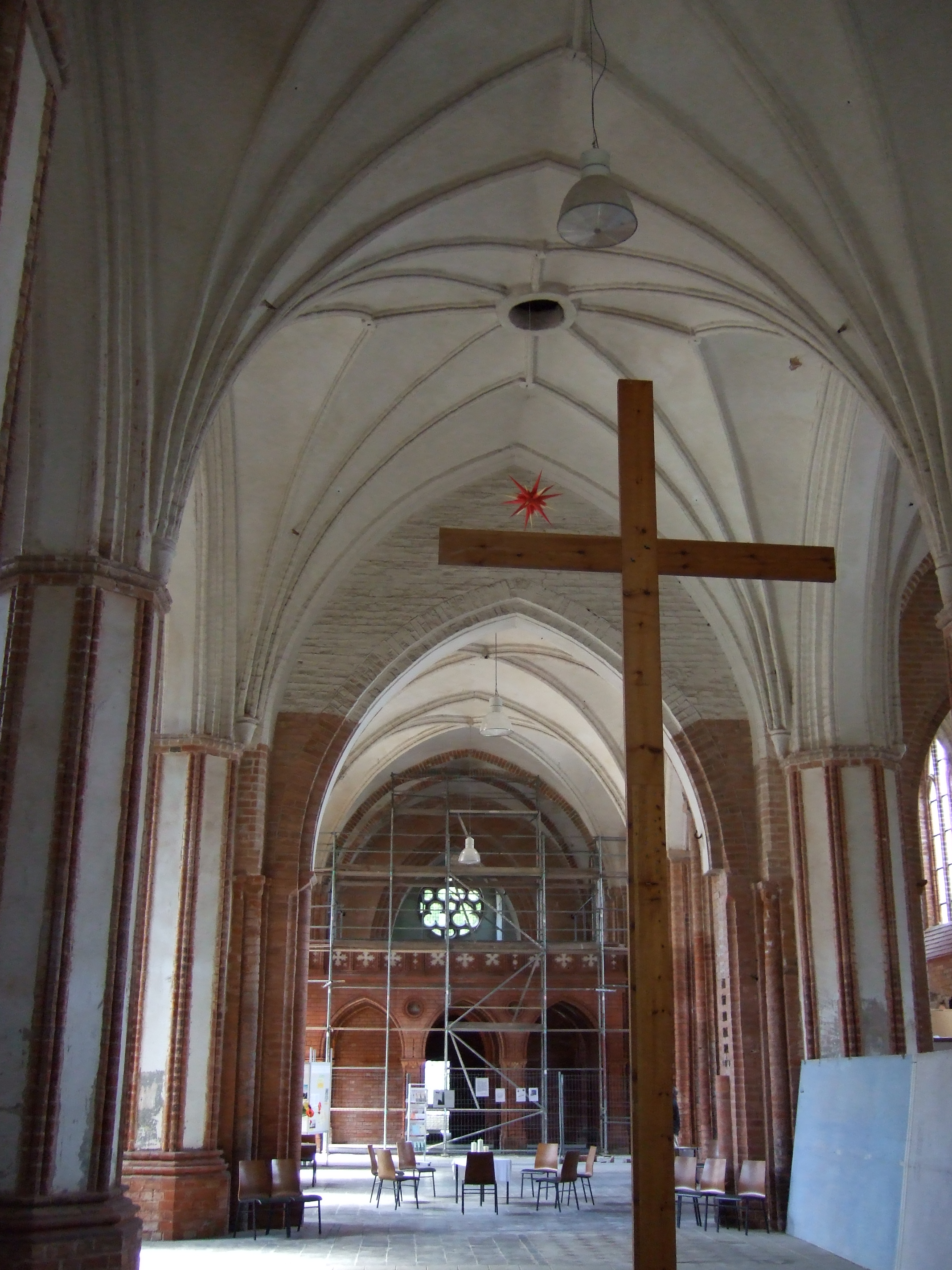
Wnętrzne od strony wschodniej
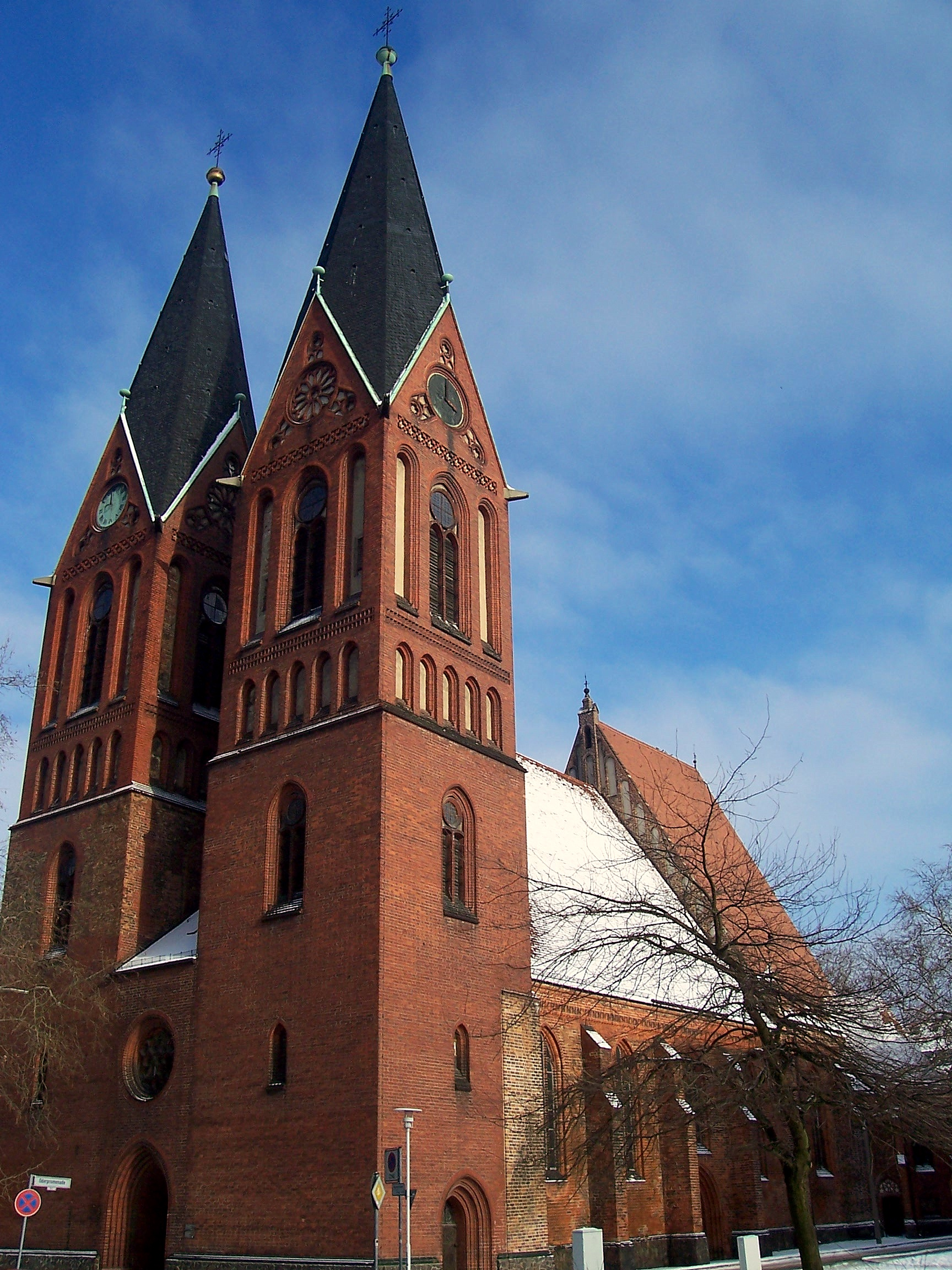
Kościół Pokoju – widok od południa
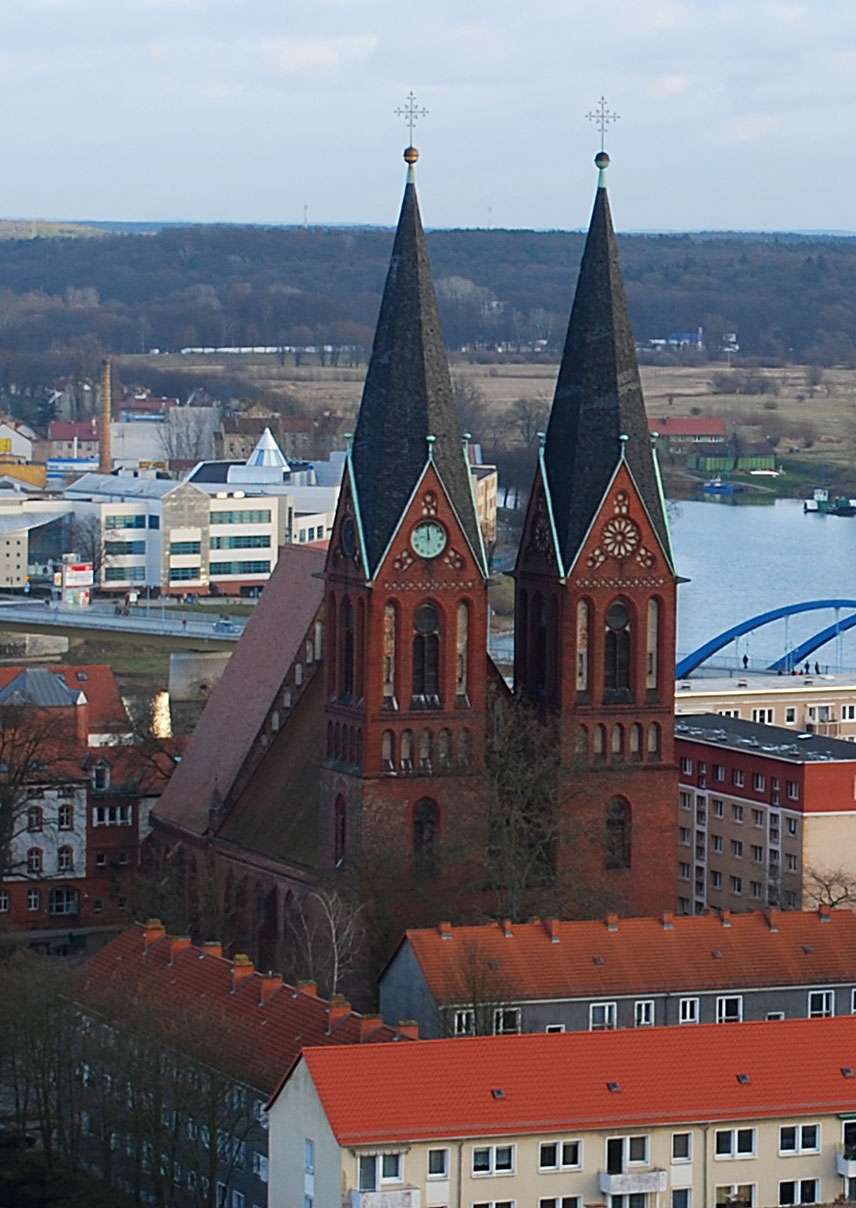
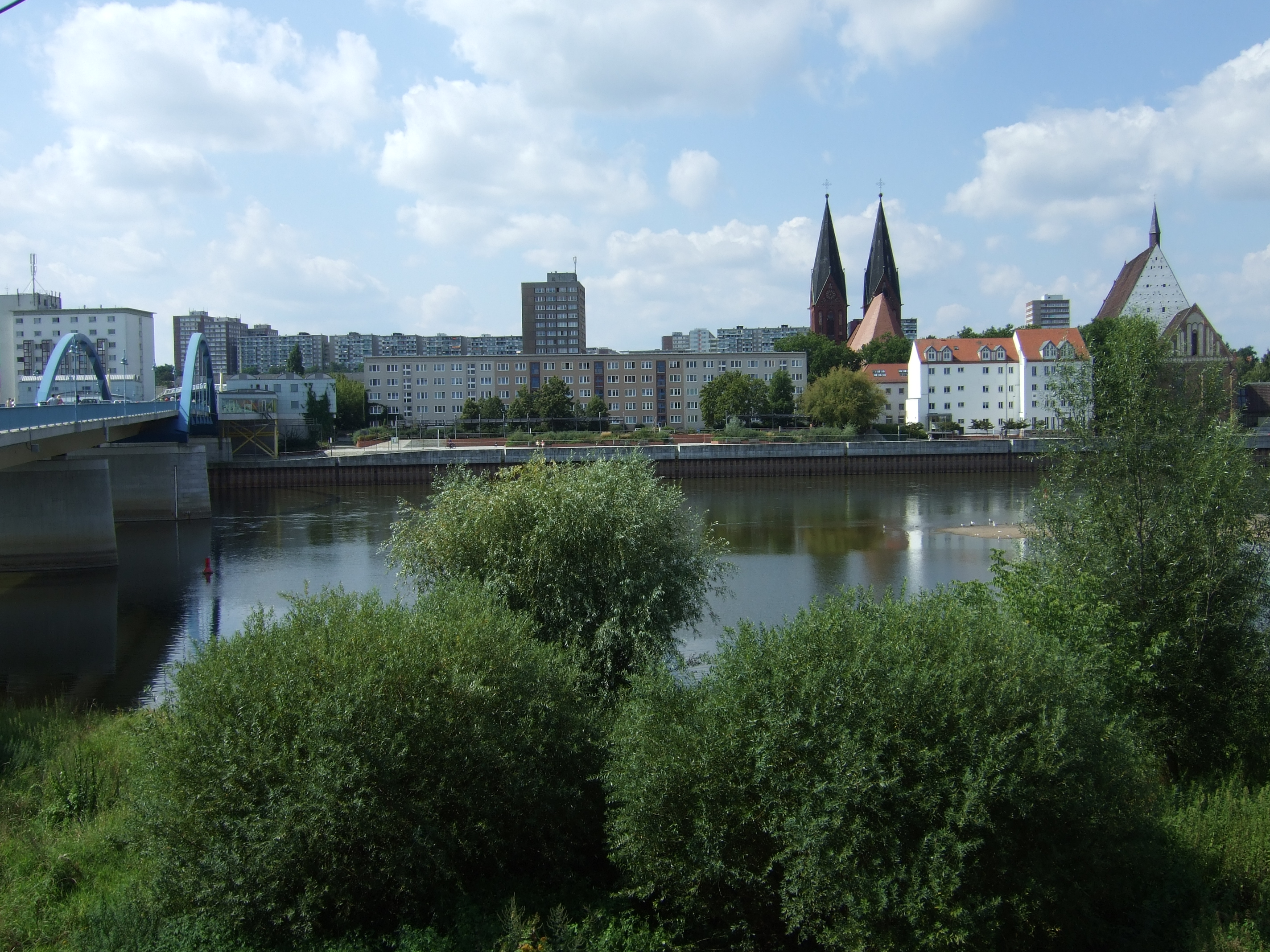
Widok kościoła od strony Słubic